# Tancrez Farm katonai temető
A Tancrez Farm katonai temető (Tancrez Farm Cemetery) egy első világháborús nemzetközösségi sírkert Belgiumban, Ypres-től 17 kilométerre délre, Ploegsteert település közelében.
Ploegsteert az első világháború alatt, leszámítva az 1918. április 10. és szeptember 29. közötti időszakot, a szövetségesek kezén volt. A temető az angolul Tancrez Farmnak nevezett gazdasági épület mögött terül el. A farmház kötözőhelyként működött. A területen 1914 decembere és 1918 márciusa között temettek el katonákat.
A sírkertben 333 nemzetközösségi  és két német katona nyugszik. Közülük 304 britet, 19 ausztrált, négy dél-afrikait, három új-zélandit és egy németet sikerült azonosítani. A temetőt Charles Holden és William Harrison Cowlishaw tervezte.